# Het martelaarschap van Sint-Sebastiaan
Het martelaarschap van Sint-Sebastiaan is een monumentaal olieverfschilderij op een houten paneel van de broers Antonio en Piero Pollaiuolo. Het werd geschilderd rond 1475 in opdracht van de Florentijnse bankier Antonio Pucci en hangt in de National Gallery in Londen. Het schilderij stelt de heilige Sebastiaan voor, vastgebonden op een boom, die omringd wordt door zes boogschutters.

## Beschrijving
Sebastiaan is naakt afgebeeld, enkel gekleed in een doorschijnend lendendoek. Hij is vastgebonden op een kale boom. Antonio en Piero Pollaiuolo beeldden hem af als een mooie, edele jongeman, die zijn blik al naar de hemel opricht. Het martelaarschap van Sint-Sebastiaan was een van de meest geliefde religieuze afbeeldingen van de 15e eeuw. Sint-Sebastiaan werd aanroepen tegen de pest en op dit schilderij werd hij afgebeeld met pijlen rond de oksels en de liesstreek, plaatsen op het lichaam waar pest zich manifesteerde. Voor de rest is het lichaam van de heilige ongeschonden en er is geen bloed te zien. Een voet van de heilige is zo gericht dat hij verwijst naar antieke voorbeelden.
Rond de boom zijn zes boogschutters verzameld, die hun boog richten of opspannen. De twee boogschutters vooraan zijn naar hetzelfde model geschilderd, de een frontaal, de andere 180° gedraaid, de een bijna ontkleed, de andere aangekleed. Ook de twee boogschutters ernaast zijn geschilderd naar een model, ook 180° gedraaid. Net als het geval is met het hoofd van Sint-Sebastiaan raken de voeten van deze boogschutters de kaderrand.
Als compositie vormen de voeten van de boogschutters de basis van een driehoek, waarvan het hoofd van Sint-Sebastiaan de top vormt.
Op de achtergrond is links de ruïne van een antieke triomfboog te zien. Hierop zijn vier bas-reliëfs te zien: twee medaillons, een rechtbankscène en een gevechtsscène. Verder is er een Toscaans landschap te zien met een rivier, mogelijk de Arno. Het werken met olieverf, toen nog een nieuwigheid in Italië, liet toe het landschap in kleurgradaties en met grote transparantie te schilderen.

## Beoordeling
Het schilderij werd door Vasari gezien als het meesterwerk van Antonio en Piero Pollaiuolo, waarin zij de natuur zo getrouw mogelijk imiteerden, met lichamen met gezwollen aders en gespannen spieren. In het werk komen twee belangrijke aspecten van de renaissancekunst aan bod: de herontdekking van het menselijk lichaam als voorwerp in de kunst en de weergave van de ruimte waarin de getoonde personen zich bewegen.
De heilige Sebastiaan werd afgebeeld als een zachte, bijna vrouwelijke jongeman, net zoals Sandro Botticelli in 1474 deed. Andrea Mantegna daarentegen stelde zijn Sint-Sebastiaan rond 1470 voor als een atletische en sterke man.

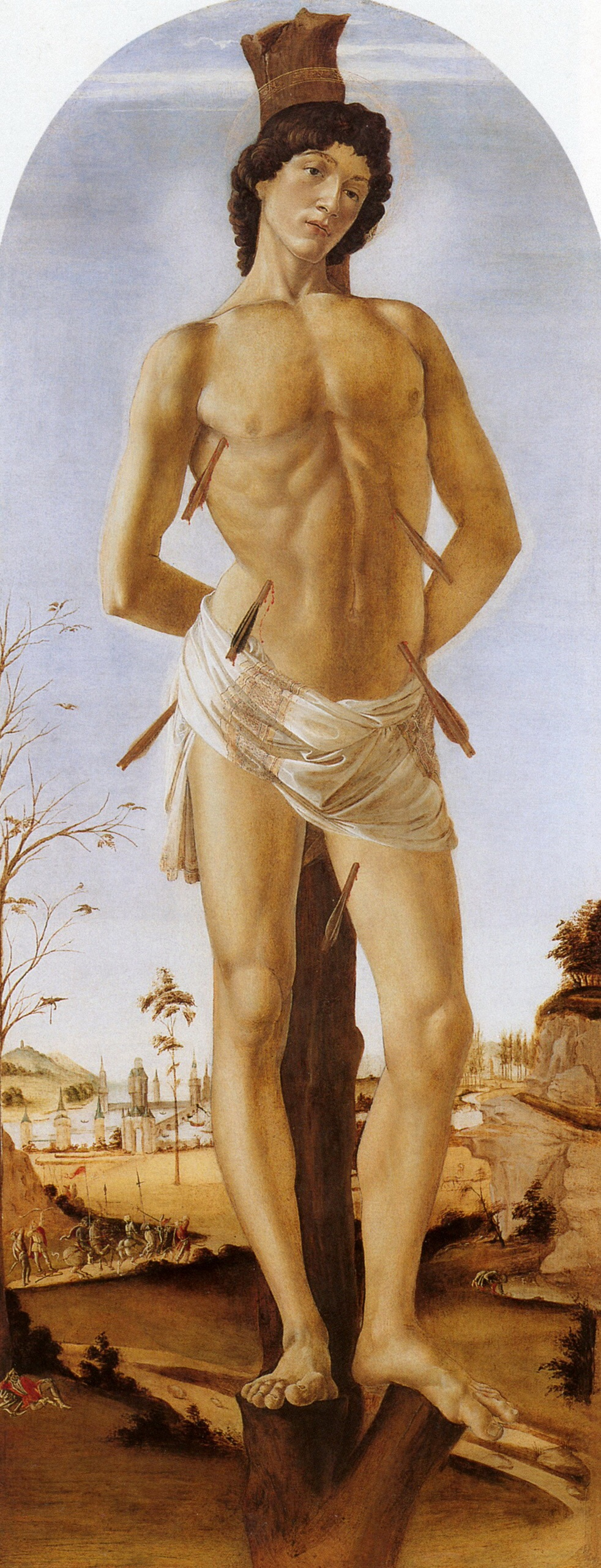
Sint-Sebastiaan van Sandro Botticelli
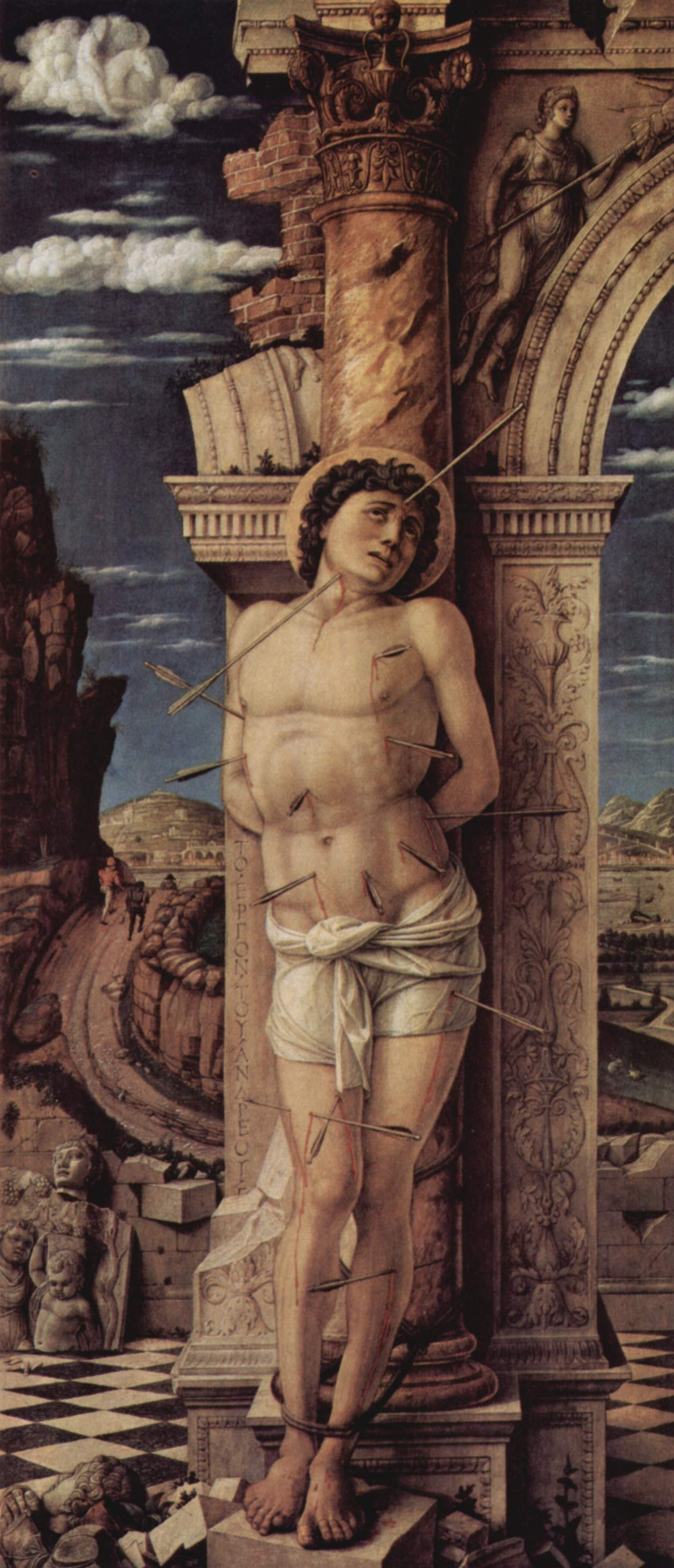
Sint-Sebastiaan van Andrea Mantegna

## Herkomst

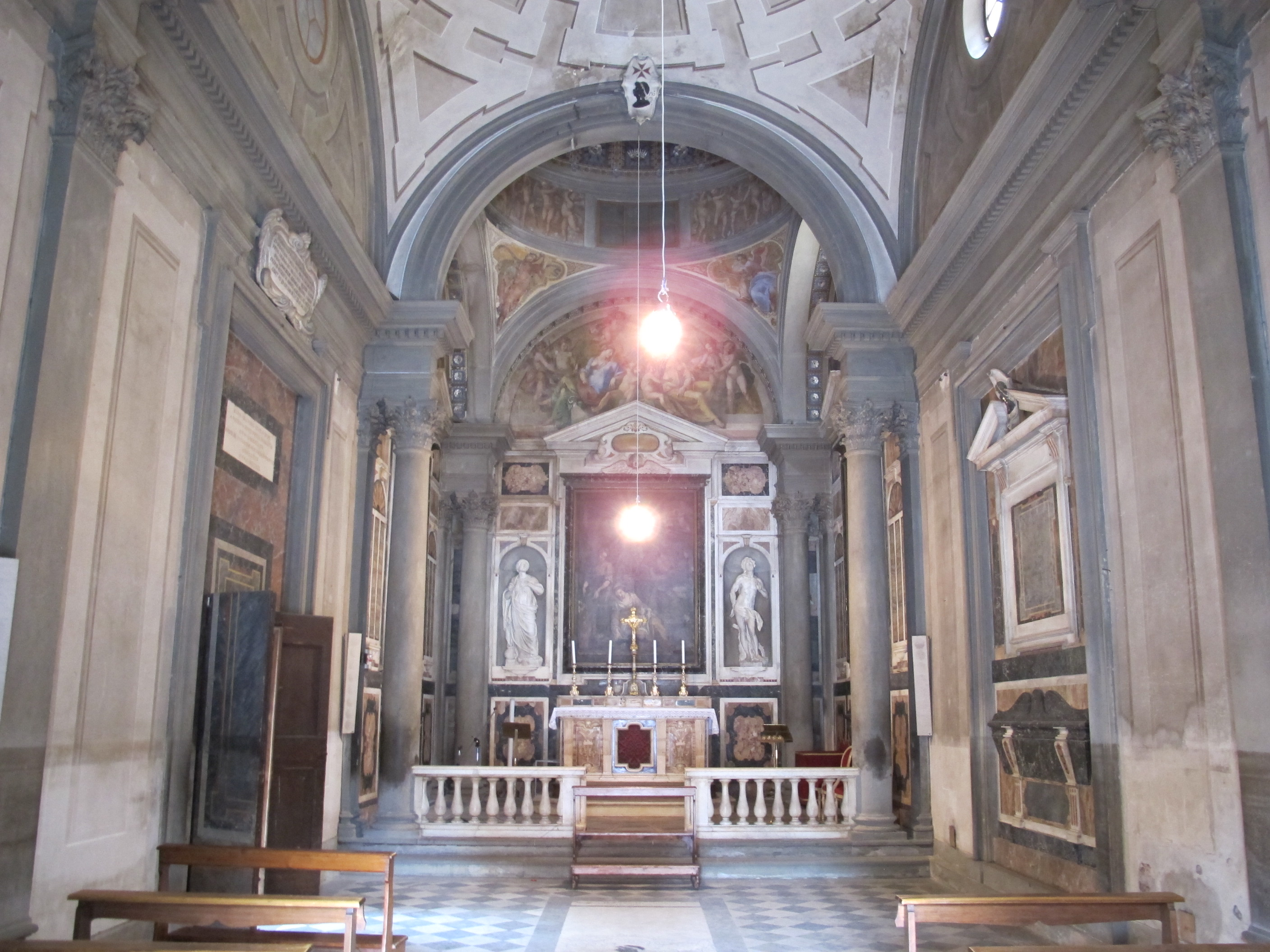
De Pucci-kapel in de basiliek Santissima Annunziata

Het schilderij werd besteld door de rijke bankier Antonio Pucci, een vertrouweling van de Medici, die er 300 scudi voor betaalde. Het was bedoeld als altaarstuk voor de Sint-Sebastiaankapel, de familiekapel van de Pucci, in de basiliek Santissima Annunziata in Florence. Het schilderij is 291,5 cm hoog en 202,6 cm breed en was bedoeld om van een afstand te worden bewonderd.
Het werd in 1857 aangekocht door de National Gallery in Londen.